# 112 Ocean Avenue
112 Ocean Avenue (Amityville, New York) è una casa in stile coloniale olandese, costruita negli anni venti.
Nel 1974 fu teatro di un brutale omicidio di sei componenti della famiglia DeFeo per mano di uno dei figli, Ronald "Butch", mentre l'anno seguente la famiglia Lutz, dopo soli 28 giorni di permanenza nella casa, fuggì terrorizzata dicendo che la casa fosse infestata. Questi eventi produssero una ricca aneddotica sulla ricerca di presunti accadimenti paranormali di carattere demonologico, ispirando romanzi quali Orrore ad Amityville (1977) di Jay Anson e Murder in Amityville (1979) di Hans Holzer, seguiti da una corposa saga cinematografica di film horror di Amityville.

## Storia
A differenza delle varie suggestive ipotesi della costruzione della casa su vecchi cimiteri di nativi americani o abitazioni di streghe, questi terreni facevano semplicemente parte delle case erette su proprietà di antichi coloni irlandesi di fine XVII secolo, sotto il controllo amministrativo della vicina Huntington. La casa attuale fu costruita nel 1924 per John Moynahan e la sua famiglia, sulle rovine di una già preesistente casa, che fu leggermente spostata poco lontano. Altre case simili furono costruite nello stesso stile, facendo parte di un vastissimo quartiere residenziale, inserito in uno dei fiordi della Grande baia meridionale di Amityville, poco distante da Amity Harbor, sulla costa meridionale di Long Island.
Il 17 ottobre 1960 Eileen Fitzgerald, figlia dei Moynahan, vendette la casa ai coniugi Joseph e Mary Riley. Il 28 giugno 1965, i Riley vendettero la casa ai DeFeo, una famiglia cattolica di Brooklyn e di lontane origini italiane, composta da padre, madre, tre figli e due figlie. Uno dei figli, Ronald, ha un carattere estremamente violento e asociale, fa uso di LSD ed eroina e ha continue liti con il padre, che minaccia di morte. Alle ore 3:15 della notte del 13 novembre 1974 il ventitreenne Ronald DeFeo Jr. massacra la sua famiglia a colpi di fucile.
Il 18 dicembre 1975 la famiglia Lutz, formata da marito, moglie e i tre figli di lei, entrò nella casa appena acquistata, e il 14 gennaio 1976, dopo soli 28 giorni di permanenza, l'intera famiglia fuggì terrorizzata nel cuore della notte. Il 24 febbraio 1976, i demonologi Ed e Lorraine Warren, accompagnati da una troupe televisiva, iniziarono a compiere degli studi nella casa. Ed Warren afferma di aver percepito delle presenze terrificanti nello scantinato.
Il 6 marzo 1976, i Warren tornarono nella casa insieme a una squadra di esperti del paranormale e reporter. Durante una seduta spiritica una persona si sentì male e uscì dalla stanza, un'altra lamentò un attacco di tachicardia. Intorno alle 3:15, si tenne un'altra seduta in una stanza al piano superiore dove, secondo i Warren, la forza demoniaca era più forte. Lorraine affermò di percepire un'entità così terribile che sembrava provenire dalle viscere della terra. Il 13 gennaio 1977, il professor Hans Holzer, scrittore esperto di paranormale, in compagnia della medium Ethel Johnson Myers visitò la casa. La medium ipotizzò che la casa fosse stata eretta su un cimitero di nativi americani. Il 18 marzo 1977, Jim e Barbara Cromarty acquistarono la casa e, per tenere lontano i curiosi, ne cambiarono l'indirizzo in 108, Ocean Avenue, ridipingendola tutta di bianco. Tuttavia, continuò ad attirare vari turisti, tanto che i Cromarty dovettero abbandonare il sito e lasciare la casa vuota dal 1979 fino al 1987, anno in cui riuscirono a rivenderla.
Il 17 agosto 1987 infatti, la casa venne acquistata dai coniugi Peter e Jeanne O'Neil, ad un prezzo lievitato di quasi 6 volte, valore non direttamente collegato alla fama horror, ma piuttosto a varie migliorie e ristrutturazioni che i Cromarty eseguirono, oltre che dal massiccio aumento del mercato edilizio a Long Island. Furono gli O'Neil a cambiare le celebri due finestre del terzo piano, quelle a forma di quarto di cerchio della facciata, nelle attuali finestre normali, a forma quadra, oltre a far riempire la ex piscina dei DeFeo, ormai in disuso, con della terra. Gli O'Neil vi vissero per dieci anni, senza particolari problemi e anche i curiosi diminuirono nel tempo.
Il 10 giugno 1997 Brian Wilson acquistò la casa dagli O'Neil, quindi eseguì dei lavori strutturali di rinforzo della rimessa per le barche e aggiunse anche un solarium nel retro della casa. Nel 2010 infine, la casa fu comprata a un prezzo tre volte superiore rispetto agli anni Novanta, da Caroline e David D'Antonio, quest'ultimo un membro della Società di Storia e Museo di Amityville.

## Strani avvenimenti legati alla casa

### Secondo Ronald DeFeo Jr.
Secondo quanto riferito da Ronald DeFeo Jr. nel corso del processo e di numerose interviste, durante gli anni passati nella casa, sarebbero successe diverse cose strane:
- le tubature della casa scoppiavano da sole;
- pare che un giorno il padre contattò un prete affinché compisse un esorcismo dentro la casa, durante il quale le porte avrebbero iniziato a sbattere e le candele a tremare.

La notte in cui Ronald DeFeo Jr. sterminò la famiglia, nessuno (familiari, cane e vicini di casa) sentì il rumore degli spari del fucile. Ad oggi non si è ancora scoperto come ciò possa essere stato possibile, ma è stato appurato con certezza che i membri della famiglia DeFeo non erano stati drogati o narcotizzati e che Ronald non usò un silenziatore.

### Secondo i coniugi Lutz
- Poco dopo l'acquisto della casa, la signora Lutz fece chiamare un prete, Padre Ralph Pecoraro, per benedire la casa. Mentre stava benedicendo una stanza del piano superiore, il prete ricevette uno schiaffo da qualcosa di invisibile e sentì una voce urlargli contro di andarsene.
- Odori misteriosi e repellenti infestarono la casa.
- Una strana sostanza verde e gelatinosa fuoriuscì dalle pareti.
- L'acqua dello scarico del water veniva giù nera.
- Sciami di mosche venivano trovati spesso nella camera da cucito, la stanza in cui Padre Ralph Pecoraro aveva sentito la voce intimargli di andarsene.
- Strane gocce nere simili a muco nasale stillavano dai buchi delle serrature.
- George iniziò a svegliarsi ogni notte alle 3:15, l'ora del delitto dei DeFeo.
- Kathy cominciò ad avere incubi e nel corso di uno di essi rivisse la morte della signora DeFeo. Kathy riuscì inoltre a dire con precisione i punti di entrata ed uscita dei proiettili che colpirono la donna.
- I bambini iniziarono a litigare violentemente tra loro.
- Iniziarono ad udirsi passi in giro per tutta la casa.
- Nel mezzo della notte, si sentiva la porta principale sbattere.
- Quando i Lutz invitavano gente nella loro nuova casa, molti degli ospiti furono testimoni di questi rumori strani, essi sentivano dalla cucina i passi girare per tutto il piano di sopra: "Chiedevamo loro se avessero sentito i passi e poi andavamo al piano di sopra per controllare e trovavamo i bambini addormentati."
- Un amico dei Lutz consigliò loro di aprire tutte le finestre e poi di passeggiare per la casa con un crocifisso recitando delle preghiere. I Lutz decisero di provare ma mentre stavano pregando udirono delle voci urlargli di smetterla.
- Un giorno, mentre si trovava in cucina, Kathy sentì una presenza abbracciarla improvvisamente dalla schiena.
- Kathy avrebbe visto qualcuno o qualcosa che la spiava, dalla finestra, in piena notte.
- Ombre furono viste muoversi per la casa.
- Ad un certo punto, George e Kathy notarono che la loro figlia Missy aveva cominciato a interagire con un'amica immaginaria di nome Jodie. Questa Jodie era descritta dalla bambina come un grosso maiale.
- Una notte George entrò in camera di Missy e vide degli occhi rossi spiarlo da fuori della finestra. La mattina seguente rinvenne sulla neve delle impronte caprine.
- Per due notti, George si svegliò e vide la moglie levitare.
- Per tre volte George sentì numerosi strumenti musicali suonare di notte nel salone: scese in salotto e, accesa la luce, notò con orrore che i mobili erano stati tutti spostati contro le pareti e il tappeto era stato arrotolato come per far spazio ad una banda di musicisti o di ballerini.
- Gli eventi che sono accaduti l'ultimo giorno nella casa sono confusi. George Lutz si è sempre rifiutato di parlare di quel giorno e ai molti che hanno tentato di fargli raccontare cosa successe egli rispose sempre e solo: "le cose che successero quel giorno non sono mai state dette. Non dovrebbero mai essere dette". Tuttavia, qualche cosa è riuscita a trapelare: la temperatura all'interno della casa passava da gelida a caldissima, vennero uditi strani colpi e le parti interne della casa sembravano muoversi mentre producevano lamenti. Inoltre, George incontrò una figura incappucciata al secondo piano, la quale si levò in piedi senza muoversi, puntando verso di lui.

### Secondo i coniugi Warren
- Un giorno, mentre si trovava in cantina, Ed vide delle ombre con migliaia di puntini di luce che tentavano di buttarlo a terra. Ed si affidò alla religione per resistere all'attacco delle ombre e comandò allo spirito di andarsene. Immediatamente ebbe una sensazione di qualcosa che tentava di sollevarlo da terra, e seppe con certezza che quella era una casa veramente maligna.
- Lorraine fu presa dal panico ancora prima di entrare nella casa e si mise in contatto in anticipo con alcuni amici preti chiedendogli di accompagnarla “spiritualmente” nella casa.
- Mentre saliva al secondo piano, Lorraine sentì come un enorme torrente di forze che si abbatteva contro di lei, mentre l'atmosfera divenne molto pesante.
- Entrata nella stanza di Missy Lutz, Lorraine, grazie ai suoi poteri di chiaroveggenza, seppe che erano stati lasciati gli stessi mobili che c'erano quando furono assassinate le sorelle DeFeo.
- Al terzo piano, Lorraine vide lo spettro di Ronald Joseph DeFeo Sr. Questo incontro fu così terribile e sinistro da convincerla che non vi era nulla da fare per aiutare o espellere lo spirito dalla casa.

### Voci popolari
Esistono numerose leggende e voci popolari circa la casa al numero 112 di Ocean Avenue. Quasi tutte queste voci sono però venute alla luce solamente dopo la vicenda dei coniugi Lutz.
Eccone alcune:
- La signora Riley, proprietaria prima dei DeFeo, avrebbe detto durante la sua ultima notte passata nella casa: «Se non mi ha avuto questa sera, non mi avrà mai».
- Tutta una squadra televisiva ha avuto problemi tecnici e malattie.[Chi? Quando?]
- Nel 1997, un uomo che viveva nella casa[Chi era?] ha tentato di uccidere sua moglie. Si è giustificato dicendo di aver visto uno "spettro demoniaco".
- Una famiglia ha fatto costruire una replica esatta della casa e ha vissuto dei fenomeni paranormali.[Dove? Quando?]
- Toccando la porta del 112 Ocean Avenue, una persona sarebbe caduta in coma per due mesi.[Chi? Quando?]
- Ogni persona che desidera acquistare la casa si vedrebbe obbligata a firmare una carta con la quale s'impegna a non parlare di avvenimenti paranormali all'interno della stessa.
- Durante una serata a casa dei Cromarty, uno degli invitati chiese ciò che essi pensavano del libro di Jay Anson. Una finestra al primo piano si chiuse da sola, manifestando così il malcontento della casa.

## Proprietari
| Date                                | Proprietari                |
| ----------------------------------- | -------------------------- |
| 14 gennaio 1924 - gennaio 1960      | John & Catherine Moynahan  |
| gennaio - 17 ottobre 1960           | Eileen Moynahan Fitzgerald |
| 17 ottobre 1960 - 28 giugno 1965    | Joseph & Mary Riley        |
| 28 giugno 1965 - 13 novembre 1974   | Ronald & Louise DeFeo      |
| 13 novembre 1974 - 18 dicembre 1975 | Vacante                    |
| 18 dicembre 1975 - 14 gennaio 1976  | George & Kathleen Lutz     |
| 15 gennaio 1976 - 18 marzo 1977     | Vacante                    |
| 18 marzo 1977 - 17 agosto 1987      | Jim & Barbara Cromarty     |
| 17 agosto 1987 - 10 giugno 1997     | Peter & Jeanne O'Neill     |
| 10 giugno 1997 - agosto 2010        | Brian Wilson               |
| Dall'agosto 2010                    | David & Caroline D'Antonio |

## Al cinema
Gli avvenimenti della villetta al numero 112 dell'Ocean Avenue hanno ispirato molti film:
| Film                                                                   | Anno              | Regista           | Sceneggiatore                              |
| ---------------------------------------------------------------------- | ----------------- | ----------------- | ------------------------------------------ |
| Amityville Horror (The Amityville Horror)                              | 27 luglio 1979    | Stuart Rosenberg  | Sandor Stern                               |
| Amityville Possession (Amityville II: The Possession)                  | 24 settembre 1982 | Damiano Damiani   | Tommy Lee Wallace                          |
| Amityville 3D (Amityville 3-D)                                         | 18 novembre 1983  | Richard Fleischer | William Wales                              |
| Amityville Horror - La fuga del diavolo (Amityville: The Evil Escapes) | 12 maggio 1989    | Sandor Stern      | Sandor Stern                               |
| Amityville - Il ritorno (The Amityville Curse)                         | 7 maggio 1990     | Tom Berry         | Michael Krueger, Doug Olson & Norvell Rose |
| Amityville 1992: It's About Time                                       | 16 luglio 1992    | Tony Randel       | Christopher DeFaria & Antonio Toro         |
| Amityville: A New Generation                                           | 29 settembre 1993 | John Murlowski    | Christopher DeFaria & Antonio Toro         |
| Amityville Dollhouse (Amityville Dollhouse)                            | 2 ottobre 1996    | Steve White       | Joshua Michael Stern                       |
| Amityville Horror (The Amityville Horror)                              | 14 aprile 2005    | Andrew Douglas    | Scott Kosar                                |
| The Amityville Haunting                                                | 13 dicembre 2011  | Geoff Meed        | Geoff Meed                                 |
| The Amityville Asylum                                                  | 3 giugno 2013     | Andrew Jones      | Andrew Jones                               |
| Amityville Death House                                                 | 24 febbraio 2015  | Mark Polonia      | John Oak Dalton                            |
| The Amityville Playhouse                                               | 13 aprile 2015    | John R. Walker    | John R. Walker                             |
| Amityville - Il risveglio                                              | 2017              | Franck Khalfoun   | Daniel Farrands e Casey La Scala           |
| The Amityville Murders                                                 | 2018              | Daniel Farrands   | Daniel Farrands                            |

### Documentari
Sulla casa di Amityville sono stati realizzati anche alcuni documentari:
- The Serial Killers, l'episodio "Mass Murderer Ronnie DeFeo: The Amityville Horror" (1995)
- I misteri della storia, gli episodi "Amityville: Horror or Hoax" (2000) e "Amityville: la persecuzione" (2000)
- The Real Amityville Horror (2005)
- Amityville: The Final Testament (2010)
- Shattered Hopes: The True Story of the Amityville Murders - Part I: From Horror to Homicide (2011)
- Shattered Hopes: The True Story of the Amityville Murders - Part II: Mob, Mayhem, Murder (2012)
- Shattered Hopes: The True Story of the Amityville Murders - Part III: Fraud & Forensics (2013
- My Amityville Horror (2013)

## Opere
| Romanzo                                      | Anno | Scrittore                                            |
| -------------------------------------------- | ---- | ---------------------------------------------------- |
| Orrore ad Amityville (The Amityville Horror) | 1977 | Jay Anson                                            |
| Murder in Amityville                         | 1979 | Hans Holzer                                          |
| The Amityville Curse                         | 1981 | Hans Holzer                                          |
| High Hopes: The Amityville Murders           | 1981 | Gerard Sullivan e Harvey Aronson                     |
| The Amityville Horror Part II                | 1982 | John G. Jones                                        |
| Amityville 3-D                               | 1983 | Gordon McGill                                        |
| Amityville: The Final Chapter                | 1985 | John G. Jones                                        |
| The Secret of Amityville                     | 1985 | Hans Holzer                                          |
| Amityville Horror: Untold Stories            | 1985 | John G. Jones                                        |
| Amityville: The Evil Escapes                 | 1988 | John G. Jones                                        |
| Amityville: The Horror Returns               | 1989 | John G. Jones                                        |
| Amityville: The Nightmare Continues          | 1991 | Robin Karl                                           |
| The Amityville Horror Conspiracy             | 1995 | Stephen Kaplan e Roxanne Salch Kaplan                |
| The Night The DeFeos Died                    | 2002 | Ric Osuna                                            |
| Aquella casa maldita en Amityville           | 2006 | Carlos Cala                                          |
| Mentally Ill In Amityville                   | 2008 | Will Savive                                          |
| Amityville la leggenda                       | 2015 | Edoardo Favaron, Daniele Francardi e Samuele Zàccaro |